# Domaine de Kurohane

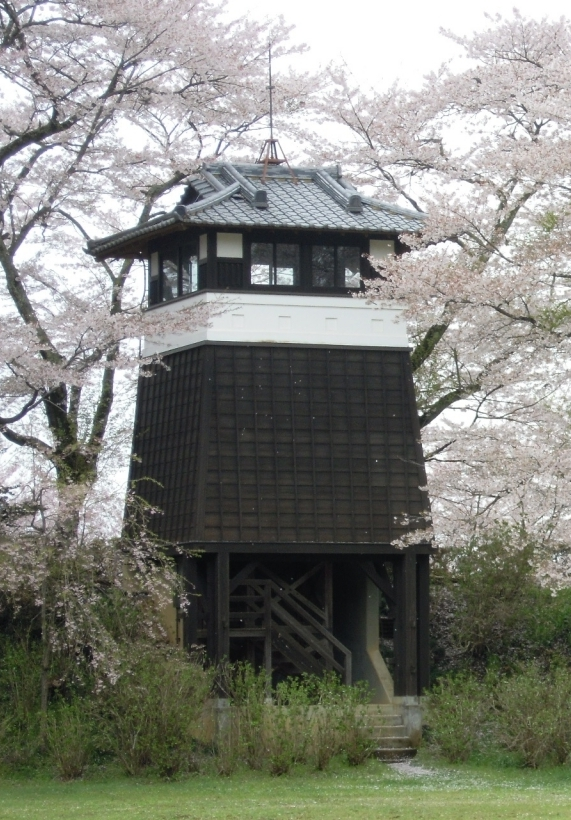
Yagura (tourelle) du château de Kurohane

Le domaine de Kurohane (黒羽藩, Kurohane-han) est un han japonais de l'époque d'Edo, situé dans la province de Shimotsuke (de nos jours Ōtawara) dirigé pendant toute son existence par le clan Ōseki.

## Liste des daimyos
- Clan Ōseki (tozama daimyo ; 20 000 à 18 000 koku)

1. Sukemasu
2. Masamasu
3. Takamasu
4. Chikamasu
5. Masunaga
6. Masutsune
7. Masuoki
8. Masutomo
9. Masusuke
10. Masuharu
11. Masunari
12. Masunori
13. Masuakira
14. Masuyoshi
15. Masuhiro
16. Masunori

## Source de la traduction
- (en) Cet article est partiellement ou en totalité issu de l’article de Wikipédia en anglais intitulé « Kurohane Domain » (voir la liste des auteurs).